# Requisiti di sistema
I requisiti di sistema di un software sono l'insieme di hardware, sistema operativo ed eventuali altri software di supporto necessari per il suo buon funzionamento, secondo quanto indicato dall'editore del software stesso.
Spesso vengono indicati due tipi di requisiti: minimi, necessari per poter utilizzare il software senza problemi apprezzabili, e consigliati, da possedere preferibilmente per eseguire il software al massimo delle prestazioni e del realismo grafico. Molti software funzionano anche se il sistema non raggiunge nemmeno i requisiti minimi, ma con un degrado più o meno grave delle prestazioni.